# بحيرة تيهو
بحيرة تيهو (بالإندونيسية: Danau Tihu) هي بحيرة فوهية تقع في جزيرة ويتار، وهي إحدى الجزر التابعة لمقاطعة  مالوكو في إندونيسيا، تُعد هذه البحيرة من أبرز المعالم الطبيعية في الجزيرة، وتمثل النظام البيئي الوحيد للمياه العذبة فيها.

## نبذه
تتميز البحيرة بموقعها الجبلي المحاط بالغابات المطيرة الكثيفة، مما يجعلها موطنًا طبيعيًا مهمًا للعديد من أنواع الطيور المستوطنة والحيوانات البرية. ويُعتقد أن بحيرة تيهو تكونت نتيجة لنشاط بركاني قديم، إذ تقع داخل فوهة جبلية مرتفعة.
نظرًا لعزلتها وصعوبة الوصول إليها، ظلت البحيرة ومحيطها البيئي محفوظين نسبيًا من التأثيرات البشرية، وهو ما يجعلها نقطة اهتمام للباحثين في مجال التنوع البيولوجي، وخاصة مراقبي الطيور.